# Vagli Sotto
Vagli Sotto es una localidad italiana de la provincia de Lucca, región de Toscana, con 926 habitantes.

## Lugares de interés

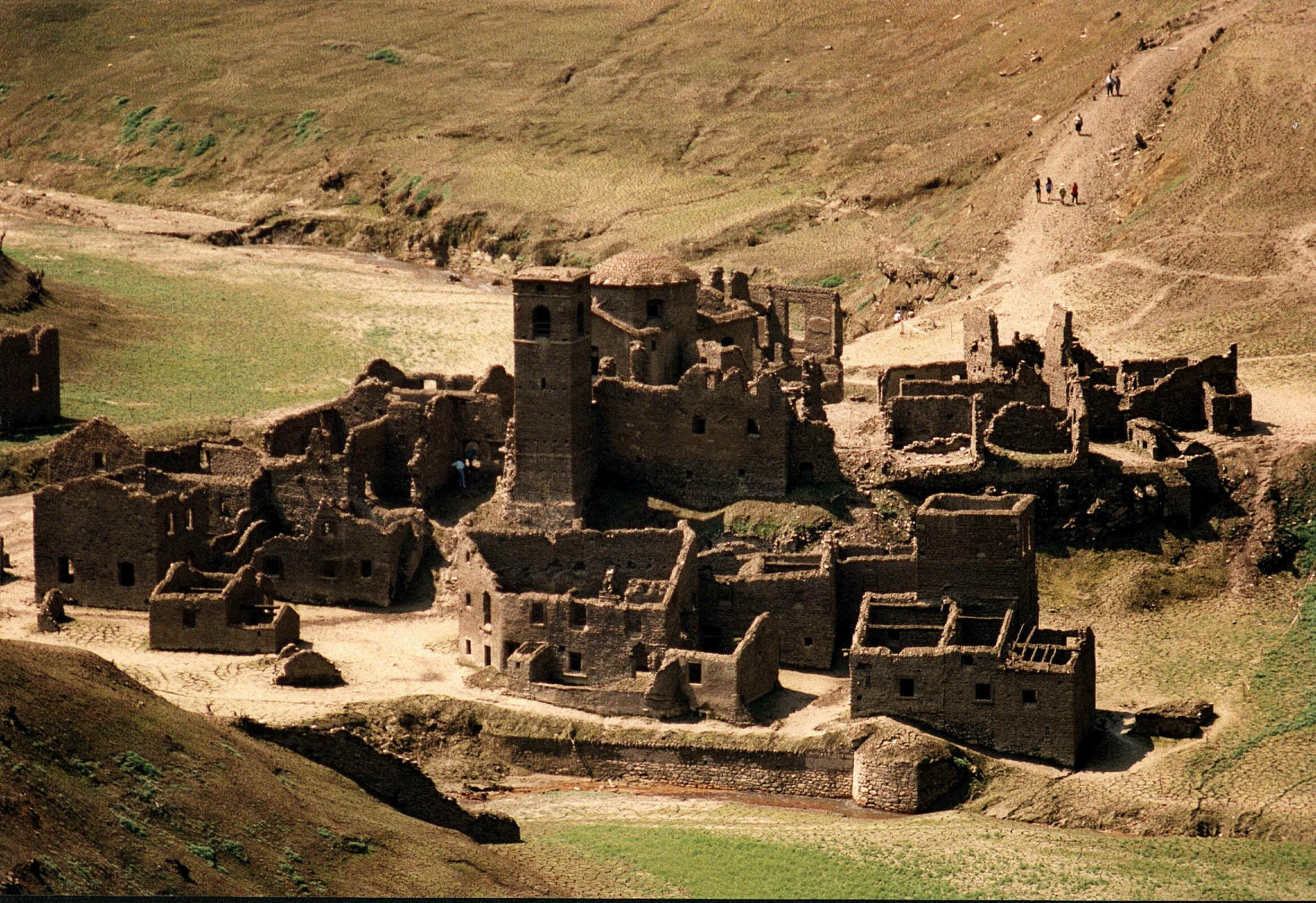
Vista del Pueblo sumergido

- Pueblo sumergido El antiguo pueblo de Fabbriche di Careggine, que solo se puede visitar hoy cuando se drena el lago de Vagli, fue fundado en el siglo XIII por una colonia de herreros de Brescia. En 1941, bajo el régimen fascista, se decidió construir una cuenca hidroeléctrica bloqueando el curso de la corriente Edron en la ciudad de Vagli Sotto. Entre 1947 y 1953 se construyó una presa, de 92 m de altura, y la villa medieval, que consistía en 31 casas y tenía apenas 146 habitantes, fue sumergida gradualmente. Durante el mantenimiento de la presa, el lago se vacía dejando al descubierto el antiguo pueblo medieval, con sus casas de piedra, el cementerio, el puente de tres arcos, la iglesia románica de San Teodoro y el campanario en ruinas. Este evento ocurrió en 1958, 1974, 1983 y 1994

- Puente Morandi Es una pasarela peatonal de 122 m de longitud diseñada en 1953 por el ingeniero Riccardo Morandi. Atraviesa la cuenca artificial en la que fluye el torrente Lussia y el Edron, afluentes del río Serchio, que conecta directamente la pequeña ciudad de Vagli di Sotto con el territorio de la orilla opuesta. La sencillez formal generada por la ligereza de la estructura se adapta visualmente a los elementos naturales del entorno, convirtiendo la pasarela no solo en un logro de ingeniería funcional, sino sobre todo en una obra arquitectónica que se integra armoniosamente con el paisaje

## Evolución demográfica
| Gráfica de evolución demográfica de Vagli Sotto entre 1861 y 2017 |
|                                                                   |
| Fuente ISTAT - Elaboración gráfica por parte de Wikipedia         |